# Neopithecops zalmora
Neopithecops zalmora (Engels: Quaker) is een dagvlinder uit de familie Lycaenidae, de kleine pages, vuurvlinders en blauwtjes. De spanwijdte bedraagt ongeveer 30 millimeter.
De vlinder komt voor in het Oriëntaals gebied waar de rups leeft van de Glycosmis pentaphylla en Glycosmis citrifolia.